# Lusitanosaurus
A Lusitanosaurus a hüllők (Reptilia) osztályának dinoszauruszok csoportjába, ezen belül a madármedencéjűek (Ornithischia) rendjébe és a páncélos dinoszauruszok (Thyreophora) alrendjébe tartozó nem.

## Előfordulása
A Lusitanosaurus a mai Portugália területén élt, a kora jura korban.

## Felfedezése és neve
Ezt a dinoszauruszt 1957-ben, Albert-Félix de Lapparent és Georges Zbyszewski írták le először. Típusfaja és egyben az eddig egyetlen felfedezett faja a Lusitanosaurus liasicus. Az állat nem neve, a latin Lusitania + görög „saurus” = gyík; míg a faj neve a lelőlhelyre, Liasra utal.
A holotípust a Museu de História Natural da Universidade de Lisboa-ban őrzik. A Lusitanosaurus pontos lelőlhelye és megtalálásának az ideje ismeretlen, de a kőzetek, amelyben a kövületek ültek, arra utalnak, hogy São Pedro de Moel település közeléből és a sinemuri korszakból származnak. Származása e korszakból azt jelentheti, hogy a Lusitanosaurus Portugália legrégebbi dinoszaurusza. Az állat maradványa csak egy részleges bal oldali felső állcsontból és 7 fogból tevődik össze.
Először de Lapparent a Stegosauria csoportba helyezte a Lusitanosaurust, de manapság az állatot bazális Thyreophorának tekintik, és meglehet, hogy a Scelidosauridae családba tartozik. Manapság egyes rendszerezők nomen dubiumnak, azaz kétséges névnek tartják.

## Fordítás
Ez a szócikk részben vagy egészben  a   Lusitanosaurus című angol Wikipédia-szócikk ezen változatának fordításán alapul.  Az eredeti cikk szerkesztőit annak laptörténete sorolja fel. Ez a jelzés csupán a megfogalmazás eredetét és a szerzői jogokat jelzi, nem szolgál a cikkben szereplő információk forrásmegjelöléseként.